# ナポリ市電950形電車
ナポリ市電950形電車（ナポリしでん950がたでんしゃ）は、イタリアの都市・ナポリの路面電車（ナポリ市電）の車両。1930年代に量産された大型ボギー車で、多数の改造や更新工事を受けながら長期に渡って在籍しており、CT139Kとも呼ばれている。

## 概要
1920年代末のナポリ市電では路線の近代化が急務となっており、長らく使用されていた小型2軸車の置き換えも課題となっていた。そこで1930年、アメリカ合衆国で開発された大型ボギー車「ピーター・ウィット・カー」を基にした試作車2両の導入が実施され、更に1932年には4両の同型車両が増備された。そしてこれらの車両を基に、1933年から1935年にかけて量産車の製造が行われた。これらの車両の製造はナポリに本社を有していたオッフィチーネ・フェッロヴィアーリエ・メリディオナーリ（Officine Ferroviarie Meridionali、OFM）によって行われた。
「ピーター・ウィット・カー」は乗客の流動性を高めるため車体の前方と中央に乗降扉を備えた車両であり、試作車6両も製造当初同様の配置であったが、量産車については都市間の長距離輸送で用いる事を考慮し、扉の位置が車体前後に変更された。その後、試作車6両についても第二次世界大戦後に同様の扉配置への改造が実施され、車両番号の変更も行われている。主電動機は製造当初アンサルド製の機器（LC224）が用いられたが、第二次世界大戦後にカンパニア・ジェネレル・ディ・エレクトリッチタ（Compagnia Generale di Elettricità、CGE）製の機器（CT139K）に換装されている。
その後、1950年代から1960年代にかけて、多くの車両が車体の前後の形状を流線形に改める改造を受けた一方、原形を留めた車両も存在した。また、1968年には乗降扉が木製品からグラスファイバー製のものへ変更された。それ以外にも1956年には15両が付随車への改造を受けたが、これらは1両を除いて1970年代末までに再度電動車への改造を受けている。
そして、1976年から1980年にかけて、72両を対象に車体の再構築を伴う大規模な更新工事が施工された。これは、当時ナポリで使用されていたフィアット製のバス（フィアット・418）との予備部品共通化を図る目的もあった。一方で後述のように車体更新を受けなかった残りの車両については営業運転を離脱している。
以降は車両自体の老朽化もあり、更新車両についても廃車が進められているが、製造から90年以上が経過した2023年時点でも15両がナポリ市電に在籍している。

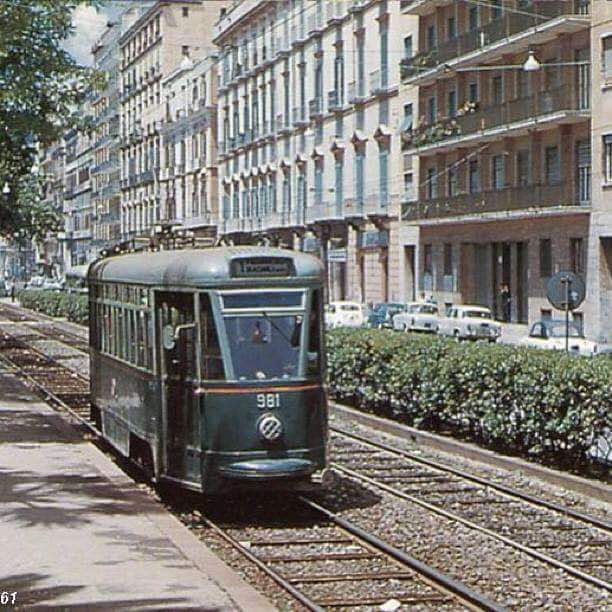
流線形の前後形状に変更後の車両（981）（1960年代撮影）
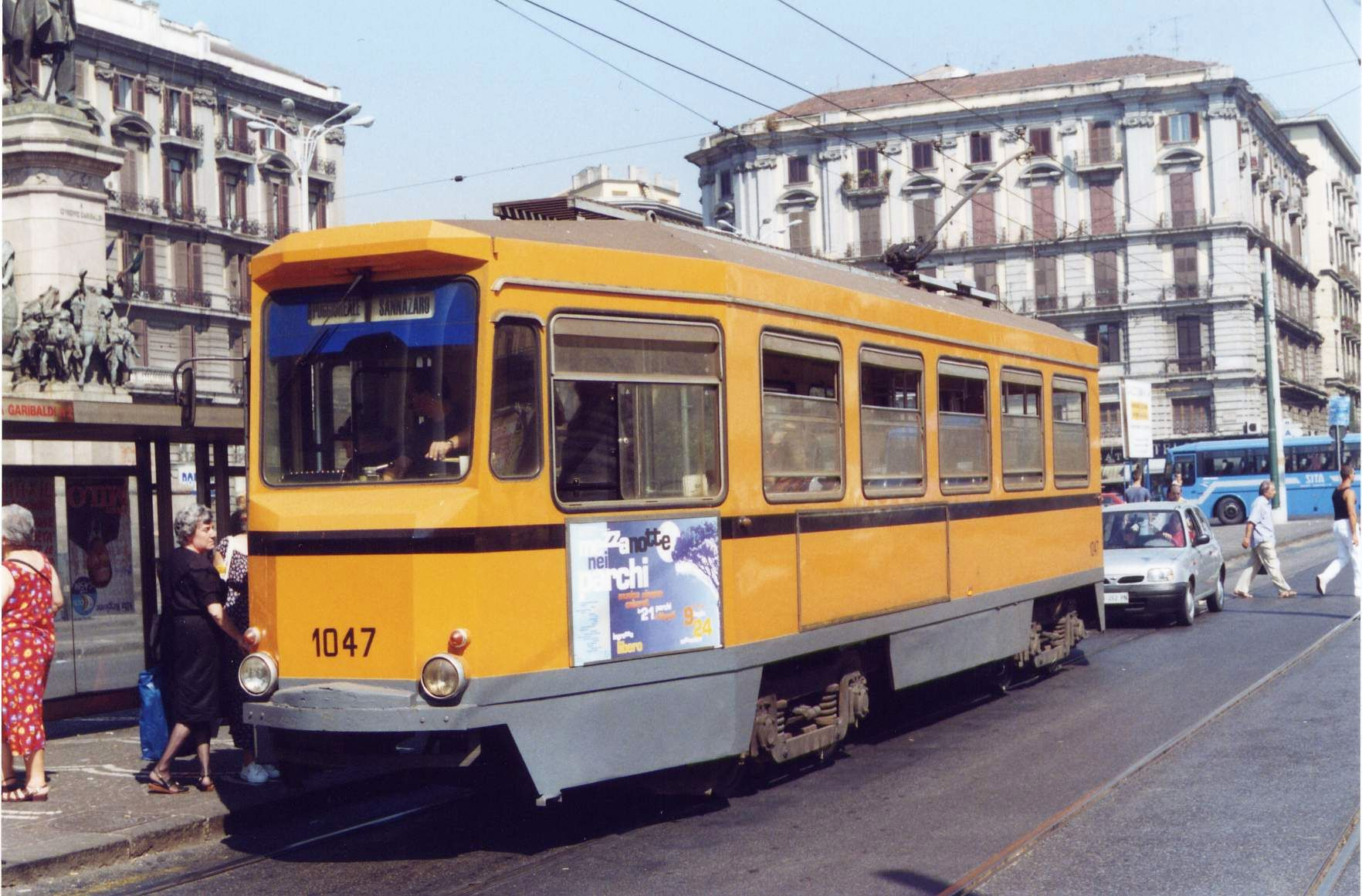
車体更新後の車両（1047）（2000年撮影）
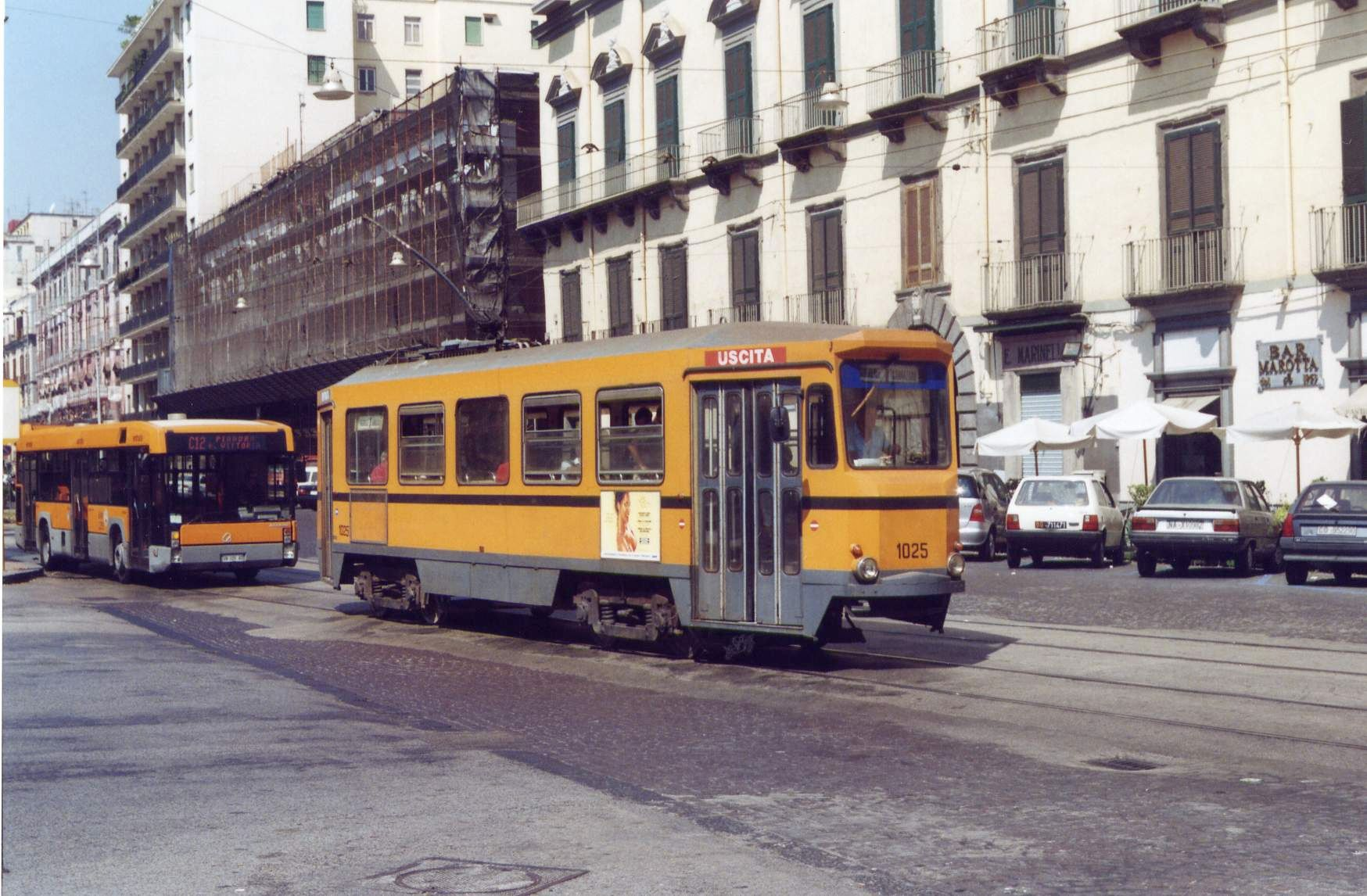
車体更新後の車両（1025）（2000年撮影）
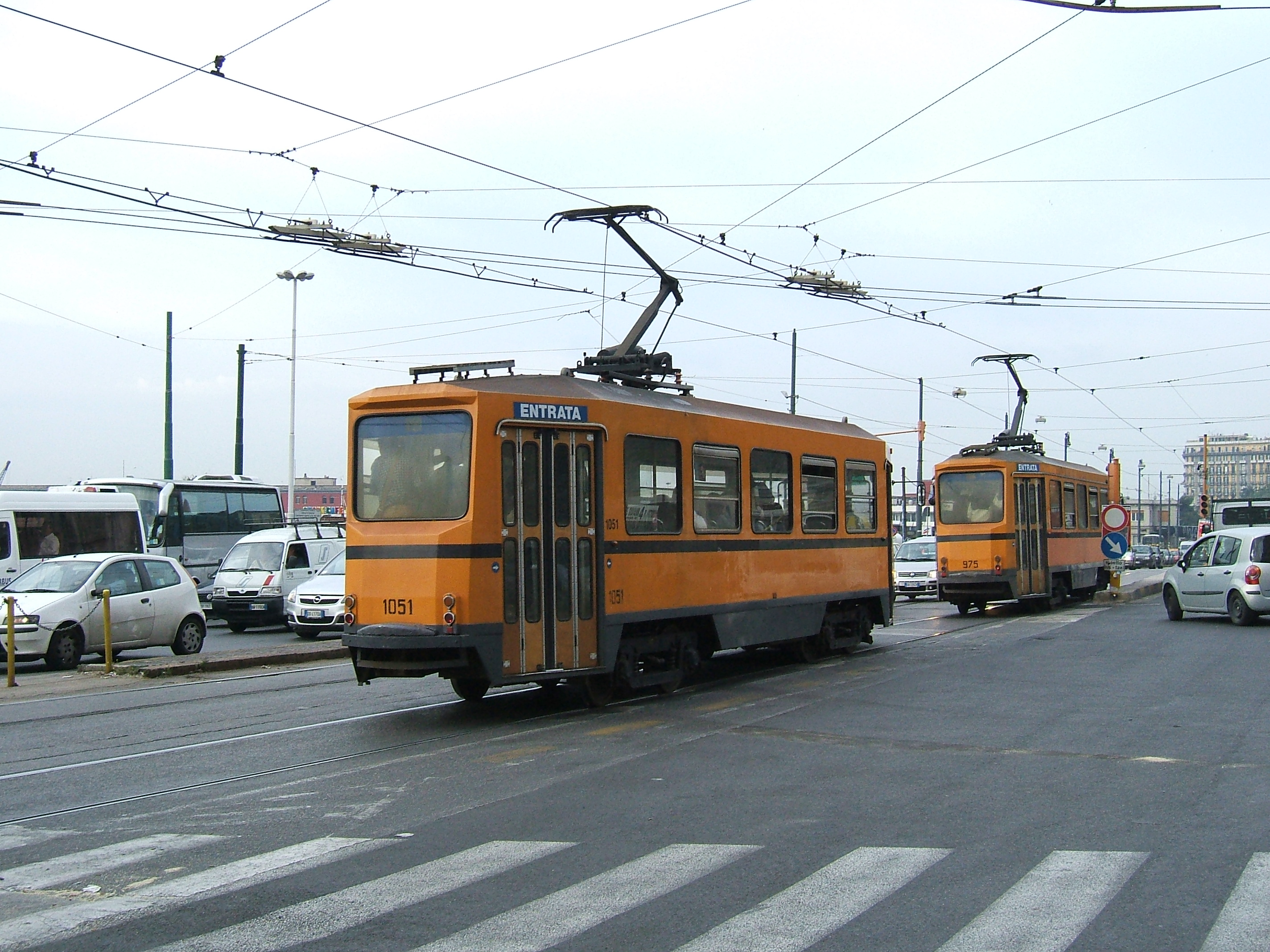
後方に運転台は設置されていない（1051）（2007年撮影）

## 保存
1980年に発生した地震の影響による複数系統の廃止の結果、車体更新を受けなかった車両は営業運転を離脱した。その後、以下の3両についてはナポリを含めた各地での保存が行われている。
。
- 961 - 1029の部品取りに用いられた後、2009年にトリノのトリノ歴史的路面電車協会（Associazione Torinese Tram Storici ETS、Atts）へ売却され、2024年現在は復元待ちの状態にある。
- 1004 - 2023年現在、ナポリ市電の車庫で静態保存されている。
- 1029 - ナポリ市電で最後まで車籍が残った未更新車両として1992年まで在籍した後、2004年から2012年にかけて1950年代の塗装や内装への復元工事が実施され、同年以降歴史的な路面電車車両としてナポリ市電で動態保存が行われている。

## 参考資料
- Azienda Napoletana Mobilità (2023). LA CARTA DELLA MOBILITÀ (PDF) (Report). 2025年1月11日閲覧。
- Eduardo Bevere; Gerardo Chiaro; Andrea Cozzolino (1999-07-01). Storia dei trasporti urbani di Napoli e delle linee interurbane gestite dalla SATN, dalle Tramvie di Capodimonte e dalle aziende municipalizzate. Volume secondo - il materiale rotabile. Calosci. ISBN 9788877851536